# Герман Турнейский

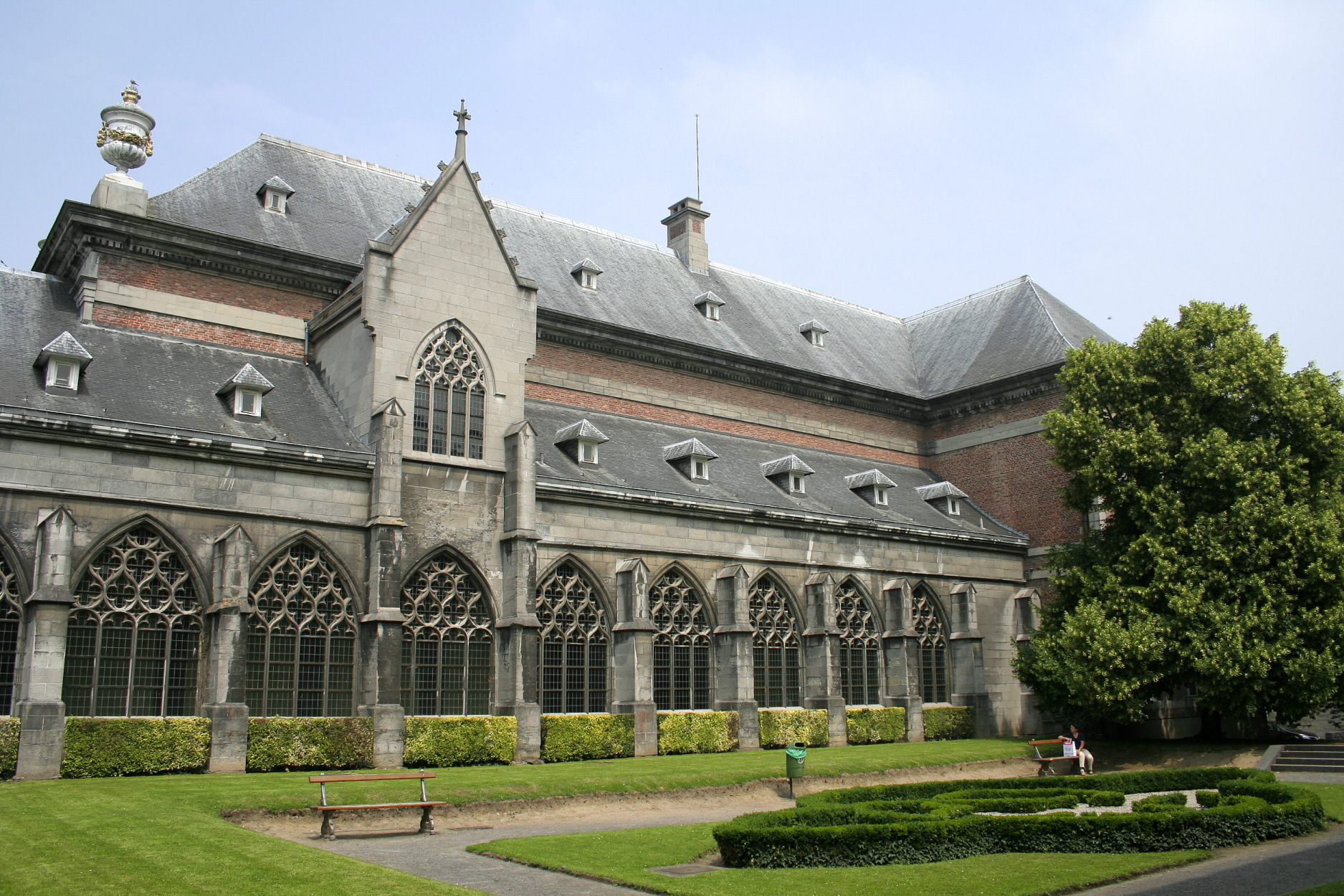
Здание собора аббатства Св. Мартина в Турне, переданное в 1809 году местному муниципалитету

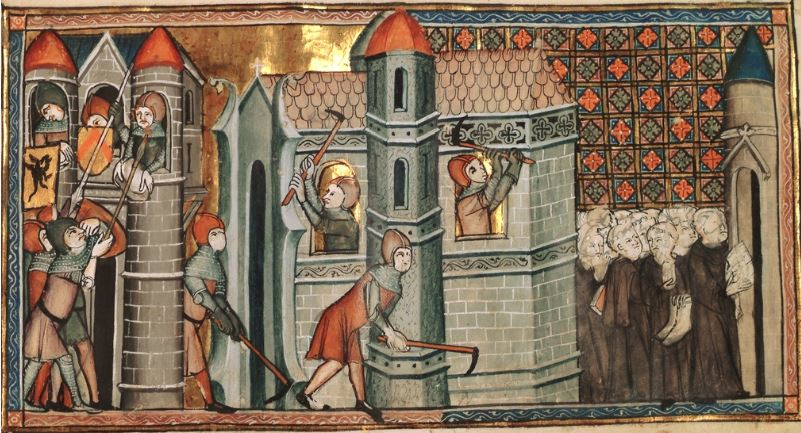
Восстановление аббатства Св. Мартина в 1091 г. Миниатюра Пьера дю Тилта из рукописи сочинения «l’Abbatum memoria» Жиля Ле Мюизи (1353)

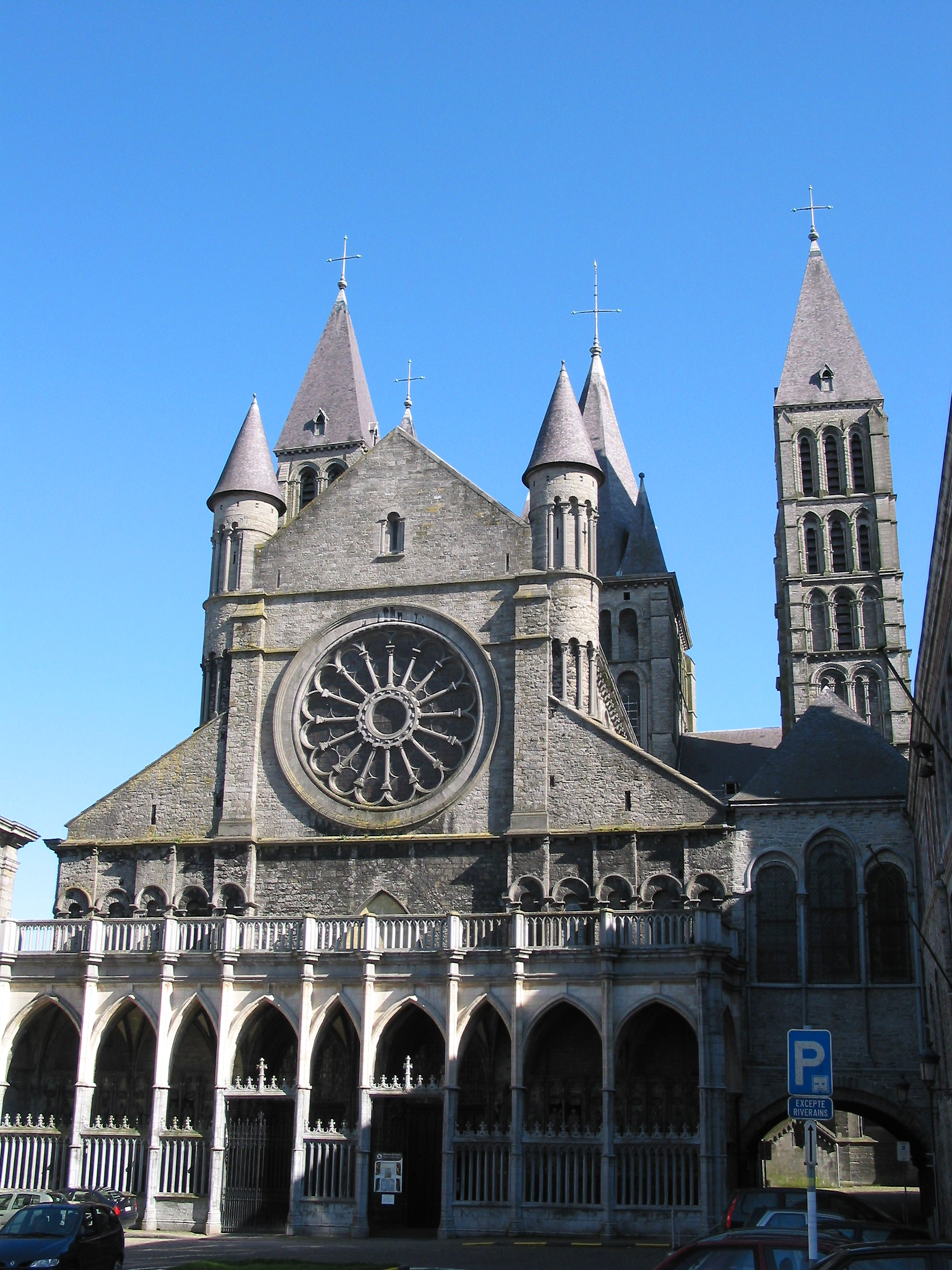
Кафедральный собор Нотр-Дам-де-Турне (1110—1191)

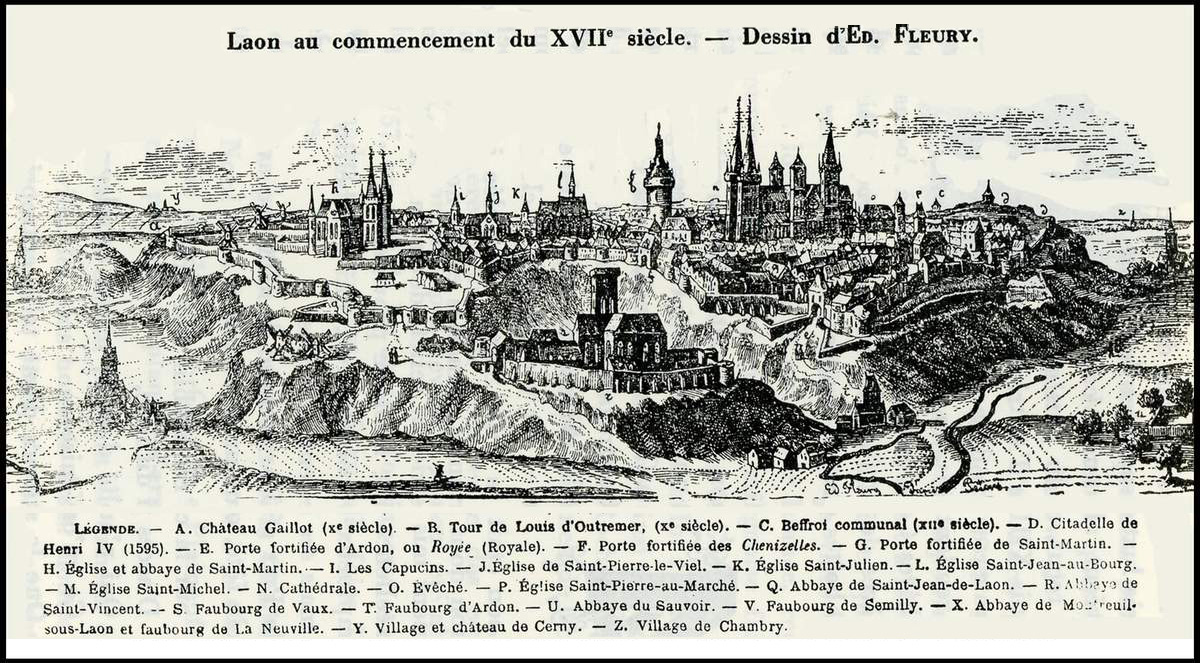
Вид на город Лан и его кафедральный собор Нотр-Дам (n). Гравюра XVII в. из собрания Эдуарда Флёри

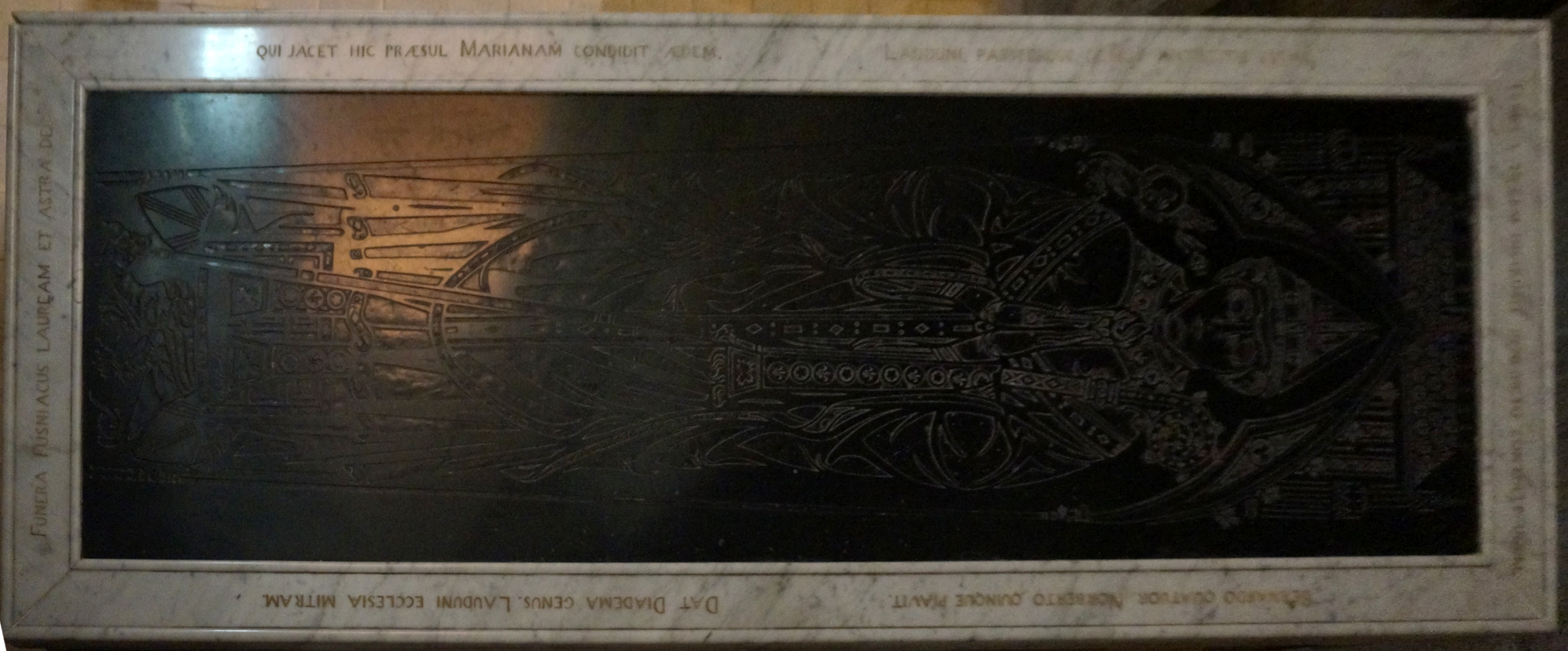
Надгробие епископа Бартелеми де Жюра с изображающим покойного латунным брассом из собора Нотр-Дам-де-Лан. Середина XII в.

Герман Турнейский, или Герман из Турне, он же Эрман де Лан (фр. Hériman de Tournai, или Hérman de Laon, нидерл. Herman van Doornik, нем. Hermann von Tournai, лат. Herimannus Laudunensis; около 1090 или 1091, Турне — после 1147) — средневековый фламандский хронист, теолог и агиограф, монах-бенедиктинец, летописец и третий настоятель аббатства Св. Мартина в Турне.

## Биография
Родился в Турне около 1090-го, возможно, в июне 1091 года, в семье знатного фламандского рыцаря Ральфа д’Осмонта из Нуайона, которому приходился вторым или третьим сыном из трёх или четырёх. Его дед был ректором бенедиктинского аббатства Сент-Аман близ Турне, мать Майнсенде происходила из семьи крупных землевладельцев и являлась дочерью прево Сент-Амана, а дядя Тьерри ле Монетер был преуспевающим турнейским чеканщиком и почётным гражданином города. Известны имена двух его братьев, Теодора и Вальтера.
В 1094/1095 году благочестивый отец Германа, вложивший немало средств в восстановление местного аббатства Сен-Мартен, разрушенного норманнами, поселился в нём вместе со своими сыновьями, сделавшись затем его ректором. Примерно тогда же он сам, в возрасте 5 или 6 лет, стал там послушником, после того как его мать также приняла постриг в женской обители.
Герман вырос в аббатстве Сен-Мартен и получил там духовное образование, по его собственным словам, рано пристрастившись к книгам и проводя много времени в монастырском скриптории. Став учеником известного богослова Одона из Турне, фактического восстановителя аббатства, в 1105—1116 годах занимавшего должность епископа Камбре, он с благодарностью называет его в предисловии к своему историческому труду своим учителем.
В 1119 году Герман уже участвовал в церковном соборе в Реймсе в качестве диакона. В начале 1126 года, после смерти своего отца, он избран был приором, а в 1127-м третьим настоятелем Сен-Мартен-де-Турне. В том же году участвовал в перенесении мощей графа Фландрии Карла Доброго, описав позже в своём сочинении предысторию и обстоятельства злодейского убийства последнего в Брюгге 2 марта 1127 года.
В 1137 году принужден был оставить свою должность под давлением группы монахов, обвинивших его в нарушении бенедиктинского устава. Покинув аббатство, получил свободу для того, чтобы путешествовать и заниматься литературными трудами. Некоторое время провёл в Лане, где вошёл в круг местного епископа Бартелеми де Жюра (1080—1158), одного из основателей ордена премонстрантов, вложившего собственные средства в восстановление Ланского кафедрального собора, сильно пострадавшего в 1112 году во время восстания местной коммуны.
Не позже 1138 года направлен был епископом Бартелеми с миссией в Испанию, чтобы забрать мощи Св. Викентия Сарагосского, или Валенсийского, обещанные прелату его родственником королём Арагона Альфонсо I Воителем (1104—1134), к тому времени уже умершим. Хотя получить мощи ему так и не удалось, оставаясь в Испании, вероятно, до 1140 года, он получил возможность скопировать там «Книгу о приснодевстве Блаженной Марии против неверных» (лат. Liber de illibata virginitate S. Mariae contra infideles), принадлежащую перу известного богослова аббата бенедиктинского монастыря в Агали Ильдефонса Толедского (VII в.).
В 1140 году направлен был епископом Бартелеми ко двору Иннокентия II, где получил папские письма для нового архиепископа Реймса Самсона де Мовуазена, а по возвращении занимался в Лаоне литературной деятельностью. В апреле-мае 1142 или 1143 года повторно отправился в Рим, где написал «Книгу о восстановлении обители Святого Мартина Турнейского» (лат. Liber de Restauratione monasterii sancti Martini Tornacensis). Участвовал в создании самостоятельной епархии Турне, в 1146 году отделившейся от епархии Нуайона, для чего годом ренее предпринял третью поездку ко Святому Престолу. Назначение одобренного папой Евгением III первого епископа Турне Ансельма сопровождалось перестройкой местного кафедрального собора Нотр-Дам, проводившейся под его руководством.
В 1147 году отправился в Святую землю, приняв участие во Втором крестовом походе, во время которого пропал без вести во время перехода армии короля Людовика VII через Малую Азию к Анталии.

## Сочинения
Основным историческим сочинением Германа считается написанная между апрелем и июлем 1142 года в Риме «Книга о восстановлении обители Святого Мартина Турнейского» (лат. Liber de Restauratione monasterii sancti Martini Tornacensis), содержащая хронику монастыря на протяжении более чем 50 лет, начиная с чумной эпидемии 1090 года и воссоздания обители в 1092—1097 годах Одоном Турнейским, и кончая 1142 годом, доведённую позже анонимным продолжателем до 1160 года, смерти аббата Вальтера и избрания нового настоятеля Эйбона. Среди источников её следует отметить латинский извод Афанасьевского Символа веры (V в. н. э.), «Житие Св. Элигия» Уэна Руанского (VII в.), «Всемирную хронику» Сигеберта из Жамблу (1112) и буллу папы Пасхалия II «Pie postulatio voluntatis» (1113).
Будучи добросовестным летописцем вверенного ему аббатства, Герман выступил не только в качестве собирателя церковных легенд и исторических анекдотов, но и социального историка своего времени, не только уделившего внимание событиям в графстве и соседних странах, но и местами дающего их авторскую трактовку. Некоторые его сообщения, например, об умершем в младенчестве ребёнке императора Священной Римской империи Генриха V и императрицы Матильды, являются уникальными и не находят подтверждения в независимых источниках.
Известно всего две ранние рукописи «Книги о восстановлении обители Св. Мартина»: Челтнемский кодекс XII века (MS 11603), где текст её сопутствует «Истории королей Британии» Гальфрида Монмутского, и кодекс конца XII—XIII века из муниципальной библиотеки Турне (MS 169), в которой вместе с ней содержится текст «Иерусалимской истории» Роберта Реймсского. А также четыре поздних копии, представленных рукописью XVI века из собрания Харли Британской библиотеки (MS 4441), рукописью XVII века из Национальной библиотеки Франции (MS 12940), Островным кодексом (лат. Codex Insulanus) начала XVI века (MS 21) и Брюссельским кодексом XVII века (MS 16535) из Королевской библиотеки Бельгии.
Академическое издание «Книги» в оригинале с продолжениями и дополнениями подготовлено было 1883 году в Ганновере немецким филологом и палеографом Освальдом Холдер-Эггером для 14-го тома Monumenta Germaniae Historica (MGH SS; S. 266–327). Комментированный английский перевод издан был в 1996 году в Вашингтоне под редакцией историка-медиевиста, профессора Канзасского университета (Лоренс) Линна Гарри Нельсона, дополнившего его подробными историческими, филологическими и библиографическими комментариями.
Опираясь на переписанную в Испании «Книгу о приснодевстве Блаженной Марии против неверных» Ильдефонса Толедского, и прибавив к ней собственный отчёт о церковно-преобразовательной деятельности епископа Бартелеми де Жюра, между 1137 и 1142 годами Герман написал собственное агиографическое сочинение «Чудеса Блаженной Марии Ланской» (лат. De miraculis Sanctae Mariae Laudunensis), которое в 1143—1144 и 1145—1147 годах существенно дополнил. Текст его делится на три книги: первая излагает историю кафедрального собора Нотр-Дам-де-Лан до разрушения при пожаре 1112 года, а также деятельность по его восстановлению, развёрнутую епископом Бартелеми, летом того же года организовавшим паломничество местных клириков по святым местам в городах Северной Франции для сбора необходимых средств, вторая повествует о дальнейшем путешествии с той же целью девяти ланских каноников весной и летом 1113 года в южную Англию, третья книга описывает освящение в 1114 году восстановленного храма и восхваления в адрес благочестивого епископа, с перечислением прочих его заслуг. Искусно увязав возрождение духовной жизни Лана под руководством Бартелеми де Жюра с вмешательством Девы Марии, чьи реликвии демонстрировались паломниками в землях обоих королевств, Герман составил свой труд в соответствии с церковными канонами в псевдоэпиграфическом стиле, сообщив в предваряющем текст посвящении епископу, что «не пожелал проставить в заключении своё недостойное имя, поэтому описал все чудеса, скромно причислив себя к каноникам этой церкви».
Несмотря на то, что «Чудеса Блаженной Марии Ланской» пользовались известностью у средневековых писателей и были использованы, в частности, в трудах учёного-энциклопедиста XIII столетия Винсента из Бове, оригинальная рукопись их до нас не дошла, и сохранились лишь три поздние копии, старейшая из которых, датируемая серединой XII века, из собрания кафедрального собора Нотр-Дам-де-Лан, хранится в муниципальной библиотеке Лана, вторая, относящаяся примерно к 1200 году, находилась в собрании аббатства премонстрантов Сен-Жан-де-Винь, а ныне хранится в муниципальной библиотеке Суасона, и третья, датируемая XIII веком, находится в Национальной библиотеке Франции. Известно также не менее трёх рукописных фрагментов.
Хотя отрывки из «Чудес Марии Ланской» впервые изданы были ещё в 1651 году учёным монахом из конгрегации Св. Мавра библиотекарем аббатства Сен-Жермен-де-Пре Люком Ашери в приложениях к сочинениям Гвиберта Ножанского, принадлежность их Герману Турнейскому установлена была лишь в 1686 году церковным историком Казимиром Удином, отождествившим его с автором «Книги о восстановлении обители Св. Мартина Турнейского». Академическая публикация «Чудес» в оригинале впервые была подготовлена в 1853 году в Париже Жаком Полем Минем для 156 тома серии «Patrologia Latina». В 1971 году в Кёльне вышло переиздание, заново отредактированное немецким историком-архивистом Нимейером Герлинде, а в 2008 году профессор Университета Бургундии в Дижоне Ален Сен-Дени выпустил новую публикацию оригинала и французского перевода в научной серии «Источники истории Средневековья» (фр. Sources d'histoire médiévale).
Также Герману из Турне приписываются следующие латинские сочинения:
- «Житие Елевферия» (лат. Vita Eleutherii) — составленное около 1141 года жизнеописание первого епископа Турне, умершего в 531 году.
- «Книга достопамятностей города Турне» (лат. Liber de antiquitate urbis Tornacensis) — историко-археологического характера, содержащая изложение местных легенд и описаний церковных чудес.
- «Послание о мощах Святого Викентия [Сарагосского], покоящихся в Валенсии, и там же во имя божие освящённых» (лат. Epistola de corpore sancti Vincentii diaconi Valentiae quiescente et de coenobio eiusdem nomine ibidem consecrate), датируется 1141—1142 годами.
- «О воплощении Господа нашего Иисуса Христа» (лат. De incarnatione Jesu Christi Domini Nostri), выполненное между 1137 и 1145 годами переложение трактата архиепископа Виеннского Стефана I (1125—1145).
- «Установления империи иудейской» (лат. Status Imperii Iudaici), написанные между 1137 и 1147 годами[23].

Большинство из них, кроме трактата «О воплощении», изданного ещё в 1692 году Этьенном де Вьеном в «Извлечениях из трудов старинных церковных писателей Галлии и Бельгии» (лат. Veterum Aliquot Galliae et Belgii Scriptorum Opuscula Sacra), было опубликовано тем же Минем в «Patrologia Latina», а «Книга достопамятностей Турне» издана О. Холдер-Эггером в приложении к публикации «Книги о восстановлении обители Св. Мартина» в 14-м томе MGH (SS; S. 327–357).

## Легенды о короле Артуре и «драконе Крайстчерча»
Во второй главе «Чудес Блаженной Марии Ланской» (лат. De miraculis Sanctae Mariae Laudunensis) Герман из Турне подробно рассказывает о путешествии в 1113 году в Англию девяти каноников из Лана, собиравших деньги для восстановления своего собора, где они, судя по всему, наблюдали феноменальное природное явление, описанное в виде появившегося на небе «пятиглавого дракона».
Отплыв 25 апреля на корабле из Виссана в Англию в сопровождении фламандских торговцев шерстью, клирики переживают в пути нападение пиратов, от которых счастливо избавляются благодаря заступничеству Девы Марии. Достигнув Дувра, они посещают Кентербери и Уинчестер, а затем отправляются в Крайстчерч в графстве Дорсет, куда прибывают в субботу накануне Пятидесятницы. Там они просят убежища в местной церкви во время проливного дождя, но декан отказывает им в ночлеге, сославшись на царящую в храме разруху, после чего странников привечают прибывшие на ярмарку торговцы. Исцелив чудесным образом хромую дочку местного пастуха, странники покидают Крайстчерч, но на выходе из него их останавливают два всадника, сообщившие, что город «поджигает ужасный дракон». Поспешно возвратившись, каноники с ужасом наблюдают, как некое «дышащее серным пламенем пятиглавое чудовище» сжигает дома один за другим, и лишь хижина помянутого пастуха и милосердные купцы, заблаговременно покинувшие город, избегают пламени. Причём наибольшие разрушения наносятся «драконом» негостеприимной церкви, а когда на глазах странников её отчаявшийся декан грузит своё имущество в лодку, «безжалостное чудовище» настигает скареда и на реке, «обратив в пепел» его жалкое судёнышко. 
Поражённые паломники покидают Крайстчерч, отправившись сначала в Эксетер, а затем в Солсбери, после чего, посетив Уилтон в Уилтшире, отправляются в Бодмин в Корнуолле. Посетив далее Барнстейпл, Тотнес и Бат, они достигают, наконец, Бристоля и благополучно возвращаются 6 сентября в Лан, привезя с собой 120 золотых марок, гобелены и церковную утварь. 
Помимо прочих приключений, в Бодмине путники знакомятся с достопримечательностями, связанными с легендами о короле Артуре. Им демонстрируют там, в частности, «трон Артура» (лат. cathedram Arturi) и «печь Артура» (лат. furnum Arturi), сообщив, что местность в Дартмуре, где они располагаются, считается «землёй Артура» (лат. terram Arturi). Отождествить эти памятники в настоящее время затруднительно, некоторые исследователи называют гранитный тор Крокерн или Кингс-Оуэн в Дартмурском национальном парке, мегалитический «зал Артура» в урочище Бодмин-Мур, или же расположенное к северу от последнего городище железного века Варбстоу-Бери. Согласно рассказу Германа, один из уроженцев Бодмина, вступив в спор со служителем пилигримов Хаганелем, родичем архидиакона Ланского Гвидо, заявил, что «король Артур не умер, поскольку бретонцы имеют обыкновение выступать против французов от его имени», а после того как поддержанные местным духовенством благочестивые странники попытались уверить местных жителей в обратном, в городе едва не начался бунт. Само по себе упоминание во второй книге «Чудес Св. Марии Ланской» факта бытования в начале XII века в Корнуолле народных поверий в то, что легендарный король выжил, является, по сути, первым в средневековой литературе.
Несмотря на то, что современник Германа Гвиберт Ножанский, также описавший в своей автобиографии паломничество ланских каноников в Англию, говорит лишь о «сильном громе и молнии», «легенда о драконе» обросла позже новыми подробностями и получила широкое распространение. В начале 1214 года её пересказал французский трувер монах-бенедиктинец Готье де Куэнси в рифмованной поэме, вошедшей в составленный им к 1233 году сборник «Чудеса Богоматери» (лат. Miracles de Notre-Dame et Autres Poésies de Gautier de Coinci), иллюстрированный манускрипт которого с изображением летящего над городом дракона хранится в Национальной библиотеке Франции. В начале XIV века эту же историю переложил в своей «Саге о Николаусе» учёный исландский монах Бергр Соккасон, вероятно, имевший доступ к ранним латинским её версиям, благодаря которому она перекочевала в другие скандинавские саги.
Некоторые детали рассказа Германа могут быть подтверждены составленным около 1372 года картулярием аббатства в Крайстчерче, согласно которому тамошняя церковь Св. Троицы действительно подвергалась капитальной реконструкции, начатой ещё в 1094 году по инициативе Ранульфа Фламбарда, а деканом её в 1113 году являлся некий корыстолюбец Петер Огландер, «проникшийся злым умыслом и забравший себе всё, что по древнему обычаю отложено было для работы в церкви». Однако никаких сведений о повреждении церкви в тот год огнём картулярий не содержит.
В 1933 году американский филолог-медиевист профессор Калифорнийского университета Джон Стронг Перри Татлок изучил текст Германа из Турне и заявил, что сведения его противоречат предполагаемой дате путешествия каноников 1113 году. В 1985 году большая часть рассказа Германа Турнейского была переведена английским фольклористом Джереми Хартом, а в комментариях к вышеназванном французской публикации Алена Сен-Дени 2008 года указывается, что датой появления «дракона» является воскресенье 1 июня 1113 года.
В мае 2013 года к 900-летию легендарного появления дракона в Крайстчерче устроен был фестиваль драконов, при содействии местной торговой палаты, муниципальной библиотеки и Музея Ред Хауз и активном участии школьников. 1 июня того же года пятиглавый дракон упомянут был в стихотворении «В поисках Крайстчерча», зачитанном шотландским поэтом Элвисом Мак-Гонагаллом на официальном открытии недавно отремонтированной библиотеки и учебного центра города.
Общепринятого объяснения феномена «дракона Крайстчерча» не существует, однако летописные упоминания об аномальном ливне, сопровождавшемся молнией, имеют сходство c происшествием, имевшим там место во время грозы в июне 1613 года, когда на глазах местной женщины дотла сгорели тела её зятя и внучки, а также с Великой грозой 1638 года, разразившейся в расположенной неподалёку в Дартмуре деревне Уидеком-ин-те-Мур, сопровождавшейся разрушениями и небесными явлениями. Это заставляет заместителя директора отдела исследований шаровых молний из Организации по исследованию торнадо и штормов (англ. Tornado and Storm Research Organisation) Кристофера Чатфилда, что упоминаемые Германом Турнейским каноники из Лана могли быть свидетелями редкого и продолжительного феномена шаровой молнии.

## Публикации
- Hermanni Monachi. De Miraculis Sanctae Mariae Laudunensis // Patrologiae cursus completus, sive Biblioteca universalis, integra, uniformis, commodo, œconomica omnium s.s. Patrum, doctorum scriptorumque ecclesiasticorum qui ab aevo apostolico ad usque Innocenti III tempora floruerunt. Series Latina. — Tomus 156. — Paris: J.-P. Migne, 1853. — coll. 961–1018.
- Herimanni Liber de restauratione monasterii S. Martini Tornacensis et Historiae Tornacenses. Hrsg. von O. Holder-Egger // Monumenta Germaniae Historica (Scriptorum). Edidit Georgius Waitz. — Tomus XIV. — Hannoverae, 1883. — pp. 266–357.
- Die Miracula Sanctae Mariae Laudunensis des Abtes Hermann von Tournai. Verfasser und Entstehungszeit Niemeyer Gerlinde // Deutsches Archiv für Erforschung des Mittelalters. — Band 27. — Köln, 1971. — S. 135–174.
- Herman of Tournai. The Restoration of the Monastery of Saint Martin of Tournai. Translated with an introduction and notes by Lynn Harry Nelson. — Washington: The Catholic University of America Press, 1996. — xxix, 242 p. — ISBN 0-8132-0850-5.
- Hériman de Tournai. Les miracles de Sainte Marie de Laon // Sources d’histoire médiévale. Éditée et traduite par Alain Saint-Denis. — Volume 36. — Paris: CNRS, 2008. — 301 p. — ISBN 978-2-271-06567-4.
- Herimannus Abbas. Liber de Restauratione Ecclesie Sancti Martini Tornacensis. Éditée par R. B. C. Huygens. — Turnhout: Brepols, 2010. — 233 p. — (Corpus Christianorum. Continuatio Mediaevalis, 236). — ISBN 978-2-503-58059-3.